# Sint-Dominicuskerk (Brussel)

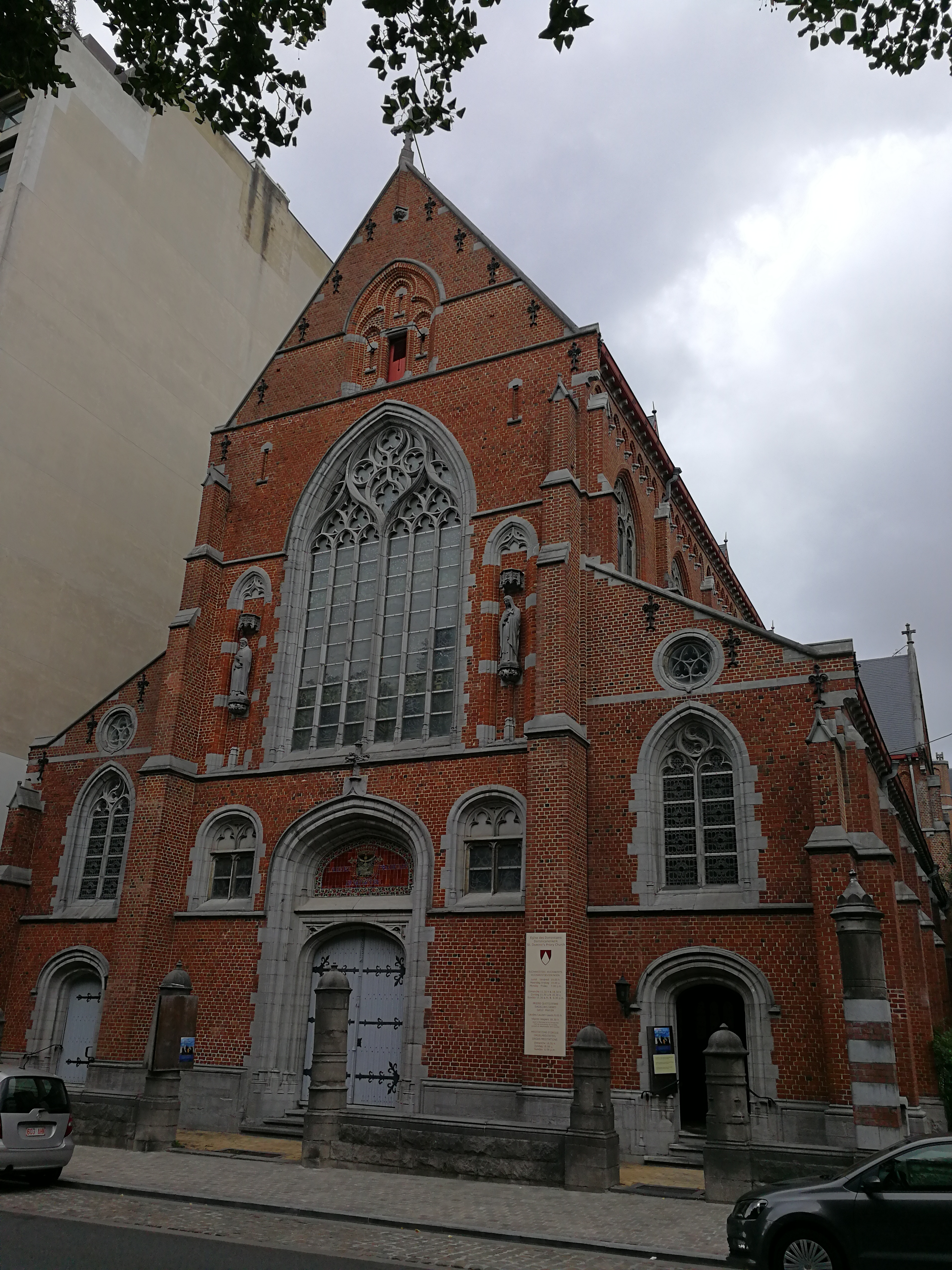
Sint-Dominicuskerk

De Sint-Dominicuskerk (Frans: Église Saint-Dominique), ook wel Barnabietenkerk (Frans: Église des Dominicains) genoemd, is een kerkgebouw te Brussel, gelegen aan Renaissancelaan 40. De kerk is gelegen juist ten noorden van het Jubelpark, in de oostelijke uitbreidingswijk.

## Geschiedenis
Het dominicanenklooster werd gebouwd van 1901-1902. De Brusselse dominicanen waren uit hun eerste klooster verdreven in de Franse tijd (1796) en keerden pas begin 20e eeuw weer naar Brussel terug. Van 1904-1906 werd de Onze-Lieve-Vrouw van de Rozenkranskerk gebouwd, ontworpen door Louis Corthouts. De bakstenen kerk is gebouwd in neogotische stijl en bestaat uit een hoog middenschip geflankeerd door twee lage zijbeuken. Een groot spitsboogvenster domineert de voorgevel van het middenschip. Ook de zijbeuken hebben, kleinere, spitsboogvensters. De geveldelen zijn gescheiden door steunberen. Het iets verhoogde koor heeft een vijfzijdige apsis.
Het Gentse atelier Gustave Ladon vervaardigde de glas-in-loodramen. Deze geven episoden weer uit het leven van Sint-Dominicus alsook de Geheimen van de Rozenkrans.
Het orgel werd ingewijd in 1911 en werd gebouwd door Salomon Van Bever.
Tegenwoordig heet de kerk: Sint-Dominicuskerk. Sedert 2005 is het een beschermd bouwwerk.

## Internationale Gemeenschap Sint-Dominicus
Sinds 2001 is er een internationale gemeenschap gevestigd aan de Renaissancelaan. In februari 2002 werd het gerestaureerde klooster ingehuldigd. Op 28 augustus 2023 werd Mark Butaye verkozen en bevestigd tot prior van de gemeenschap.

### Lijst van priors
- 2001 - 2020: Mark Butaye;
- 2020 - 2023: Bernard de Cock;
- Sinds 2023: Mark Butaye.